# Agudos do Sul (kommun)
Agudos do Sul är en kommun i Brasilien.   Den ligger i delstaten Paraná, i den södra delen av landet, 1 200 km söder om huvudstaden Brasília. Antalet invånare är 8 270.
Följande samhällen finns i Agudos do Sul:
- Agudos do Sul

I omgivningarna runt Agudos do Sul växer i huvudsak städsegrön lövskog. Runt Agudos do Sul är det glesbefolkat, med 16 invånare per kvadratkilometer.